# Bulbophyllum makoyanum
Bulbophyllum makoyanum es una especie de orquídea epifita originaria del Sudeste de Asia.     

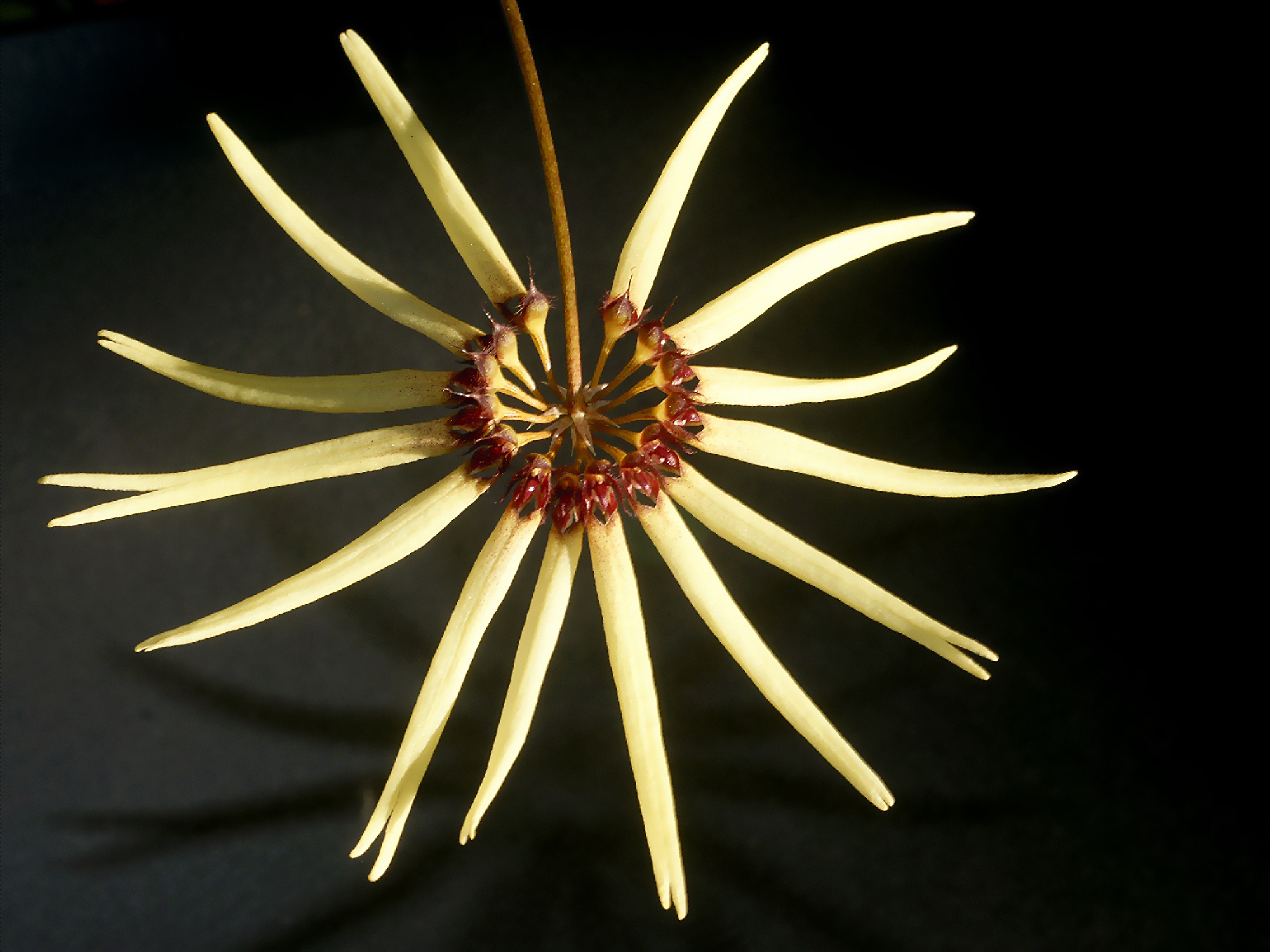
Detalle de la flor

## Descripción
Es una  orquídea de tamaño grande a gigante, de crecimiento cálido con hábitos epífitas que tiene  2 cm de distancia entre cada pseudobulbo maduro, ovado, surcado  que lleva una sola hoja, erguida, poco ovoide  que se estrecha abajo en un pecíolo. Florece en una inflorescencia basal, esbelta de 20 cm  de largo, de color púrpura, con 5-12 flores en una umbela apical de flores fragantes que  llegan poco más allá de la hoja.

## Distribución y hábitat
Se encuentra en   Malasia, Singapur, Borneo y Filipinas en los bosques de tierras bajas y en elevaciones de hasta 300 metros. 

## Taxonomía
Bulbophyllum makoyanum fue descrita por (Rchb.f.) Ridl.  y publicado en Materials for a Flora of the Malayan Peninsula 1: 81. 1907.
Etimología
Bulbophyllum: nombre genérico que se refiere a la forma de las hojas que es bulbosa.
makoyanum: epíteto latino que significa "con grandes bulbos".
Sinonimia
- Cirrhopetalum makoyanum Rchb.f.	[3][4]